# Elimination Chamber: Perth
Elimination Chamber: Perth (также возможно упоминание как Elimination Chamber 2024) — четырнадцатое в истории шоу Elimination Chamber. Это премиум-шоу производства американского рестлинг-промоушна WWE, которое было проведено 24 февраля 2024 года на стадионе «Оптус» в австралийском городе Перте. Мероприятие было показано по традиционной системе pay-per-view (PPV) по всему миру, а также на сервисе WWE Network, который в разных регионах мира доступен на разных площадках, в частности, в США шоу покажут на Peacock.
Elimination Chamber: Perth стало первым шоу с таким названием, которое пройдёт в Австралии. Также это стало третьим шоу подряд с таким названием, которое проведут за пределами США. Впервые в официальном названии шоу не упоминается год проведения. Вместо этого обозначен город, где шоу будет организовано.

## Организация

### Предыстория Elimination Chamber
Elimination Chamber — это шоу, впервые проведенное американским промоушеном WWE в 2010 году. С тех пор оно проводится каждый год, за исключением 2016 года, обычно в феврале. Концепция мероприятия заключается в том, что внутри структуры Elimination Chamber (рус. Ликвидационная камера) проводятся один или два матча, в которых на кону стоят либо чемпионские титулы, либо будущие шансы на чемпионство.
В 2011 году и с 2013 года в Германии это шоу называлось как No Escape, поскольку было высказано опасение, что название «Ликвидационная камера» может напомнить людям о газовых камерах, использовавшихся во время Холокоста. Вместе с тем, в 2024-м году ведущие немецкие медиа, освещая организацию и проведение шоу, использовали также и оригинальное название «Elimination Chamber» — как напрямую, так и в качестве пояснения.

### Предыстория шоу в Австралии
Австралия — страна с не самыми богатыми современными традициями рестлинга, однако в 50-е и 60-е годы XX века рестлинг там был очень популярен.
В 2000 году по Австралии был проведён тур WCW, который был хорошо оплачен, но из-за плохой организации гастроли выдались убыточными.
Гастроли WWE впервые там провели в 1985 году, но после череды шоу в 1986 году был сделан перерыв уже до 2002 года, когда там организовали PPV «Global Warning». После этого до 2019 года в Австралии ежегодно проводили хаус-шоу WWE.
В 2018 году в Австралии было проведено PPV (тогда крупные шоу WWE назывались подобным образом) под названием Super Show Down. Местом организации был выбран Мельбурн. Слухи о том шоу начались ещё за год до того, а в июне 2018го проведение шоу было подтверждено. В итоге 6 октября в Мельбурне состоялось шоу, мэйн-ивентом которого стал матч Гробовщика против Игрока без дисквалификаций.
С 2020 по 2023 включительно никаких шоу WWE в Австралии не было.

### Организация и проведение шоу

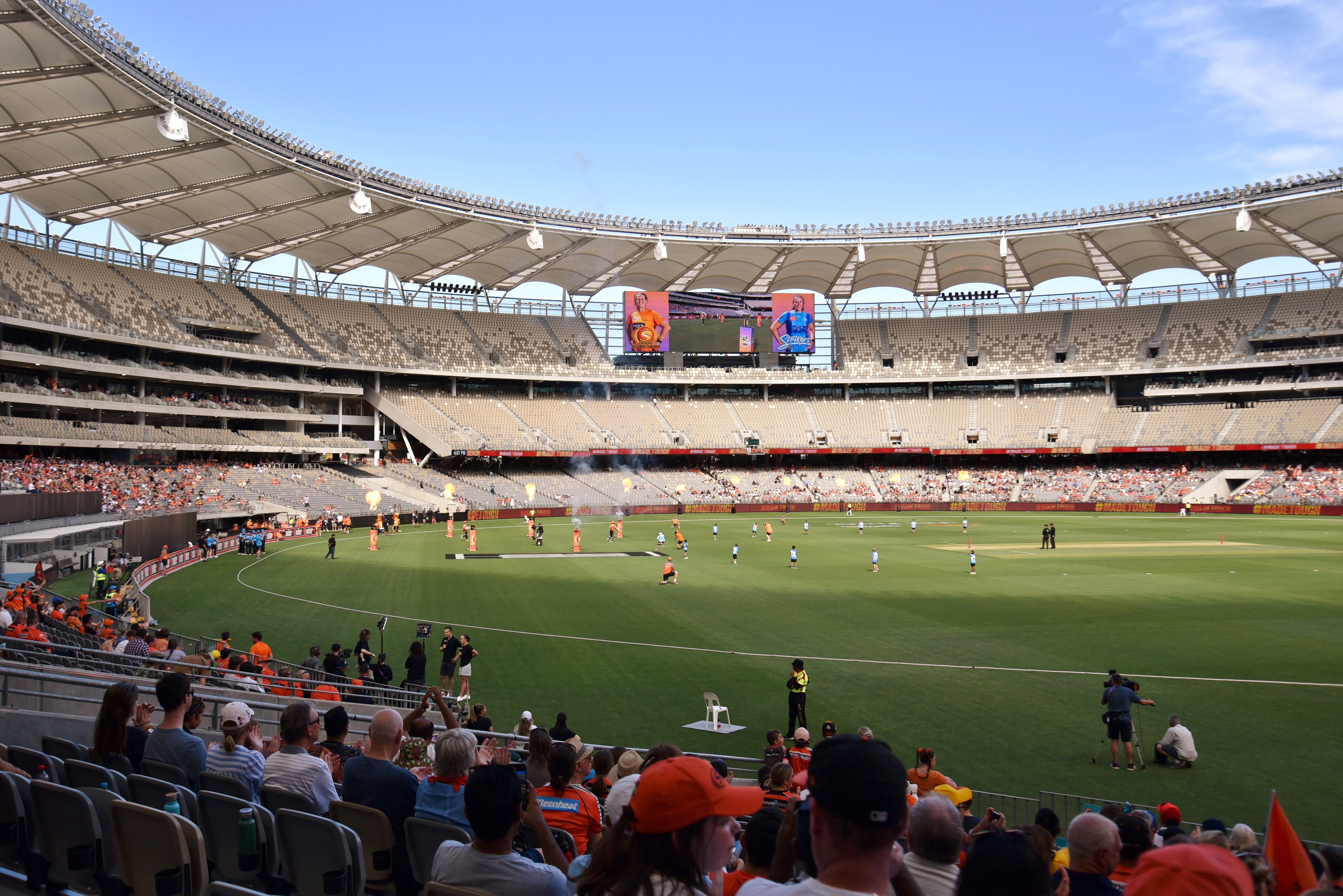
Шоу будет проведено на стадионе «Оптус» в городе Перте, Западная Австралия.

Об организации премиум-шоу WWE в Австралии после коронавирусной пандемии активно заговорили летом 2022-го года, когда был заключен контракт на трансляцию шоу WWE Network в Австралии через платформу Binge с января 2023-го года. 21 сентября было официально объявлено, что шоу Elimination Chamber будет проведено в Австралии, местом проведения был выбран город Перт в провинции Западная Австралия. Для анонса в Австралию была направлена действующая Женская чемпионка мира Рея Рипли, которая в январе 2024-го года стала лицом шоу, оставшись в одиночестве на графике шоу.
Билеты поступили в продажу 29 октября 2023-го года.
3 февраля Рея Рипли в своем Instagram сообщила, что музыкальной темой шоу станет композиция «We Become The Night» американской метал-группы Motionless in White.
Также в качестве сопутствующего мероприятия на пятницу 23 февраля было назначено персональный шоу-концерт Гробовщика «1deadMAN show». Его проведут в бывшей тюрьме Фримантла. Позже число концертов было увеличено до четырёх, Гробовщик выступит 26 февраля в Мельбурне, 28 в Сиднее и 29 в Брисбене.

### Скандал с иском против Винса Макмэна и WWE
Шоу прошло на фоне громкого скандала, связанного с иском против Винса Макмэна и WWE со стороны бывшей сотрудницы. В начале года стало известно, что против Винса Макмэна и WWE был подан иск с обвинениями в сексуальной агрессии, а также в невыплате денег за молчание. Бывшая офисная сотрудница WWE Джейнел Грант обвинила Винса Макмэна в том, что с 2019-го по 2022-й годы она находилась в сексуальной связи с Винсом Макмэном, которому на тот момент уже исполнилось 74 года. Макмэн предложил Грант работу в обмен на сексуальные услуги весьма извращенного характера. В СМИ был опубликован 67-страничный документ, в котором описывались подробности их сексуальных контактов, на которые сама Грант разрешения не давала. Также Макмэн требовал, чтобы она занималась сексом с другими сотрудниками WWE, среди которых был упомянут тогдашний начальник отдела кадров Джон Лауринайтис и неназванный по имени бывший чемпион UFC в тяжелом весе. Выяснилось, что первый иск Грант к Макмэну был завершен мировым соглашением, по которому Макмэн обязался выплатить ей 3 миллиона долларов в течение трех лет взамен на документы о неразглашении. После того, как в 2022-м году сведения о выплате денег Макмэном просочились в СМИ, Макмэн приостановил выплату денег. После этого было принято решение подать этот иск. 2 февраля СМИ сообщили, что начато расследование на федеральном уровне.
Винс Макмэн все обвинения в свой адрес отрицал, однако 26 января покинул занимаемый пост Председателя Совета Директоров TKO, оставшись одним из акционеров компании.

## Показ шоу
Как и все остальные Премиум-шоу WWE Elimination Chamber: Perth будет приоритетно показано на сервисе WWE Network, а также на других площадках, которые купили права на трансляцию эфиров этого сервиса в отдельных странах. В США шоу будет доступно на сервисе Peacock, который приобрёл эти права в 2021-м году. Также, например, WrestleMania в странах Африки (за исключением северной) будет показана на Showmax, в Северной Африке и на Ближнем востоке — на MBC Group, на Филиппинах и в Индонезии — на Disney+, в Австралии — на Binge. Все это расширяет аудиторию показа, поскольку данные сервисы берут существенно меньшую абонентскую плату, чем напрямую WWE Network. В России легальный просмотр Elimination Chamber: Perth будет невозможен из-за того, что в 2021-м году WWE Network был заблокирован на территории этой страны.

## Сюжеты и назначение матчей
Традиционно на шоу WWE рестлеры проводят матчи, развивающие сюжеты и истории. Наиболее частый вид матча — противостояние положительного («фейс») и отрицательного («хил») персонажей. Подготовка матча и раскрытие сути конфликта происходит на телевизионных шоу — в случае основного ростера WWE это Raw и SmackDown.
Австралийская рестлерша Рея Рипли выиграла Женское чемпионство Мира на WrestleMania 39 в апреле 2023-го года, после чего уверенно защищала от любых противниц. На RAW 11 сентября 2023-го года в WWE вернулась бывшая женская чемпионка Ная Джекс, которая сразу предъявила свои чемпионские претензии. На премиум-шоу Crown Jewel в ноябре 2023-го года состоялся пятисторонний титульный матч за титул Рипли, в котором также приняла участие Джекс. Рипли смогла защитить Чемпионство. На Royal Rumble Ная Джекс была участницей женского матча «Королевская битва», но не смогла победить, что гарантировало бы ей матч за любой главный женский титул по её выбору. 29 января на RAW она напала на Рипли, что разозлило чемпионку и вылилось в несколько потасовок, случившихся после этого. 5 февраля на RAW Рипли вызвала Джекс, чтобы выяснить отношения, но драка была с трудом предотвращена. Генеральный менеджер RAW Адам Пирс назначил матч Рипли и Джекс за титул Чемпионки.
Члены группировки «Судный день» Финн Балор и Дамиан Прист выиграли Неоспоримое командное чемпионство WWE в сентябре 2023-го года, после чего оставались чемпионами несколько месяцев. 2 февраля на Smackdown был заявлен турнир претендентов на титулы. Началось все с двух отборочных четырёхсторонних матчей при участии команд с разных брендов, победители которых сошлись в финале, проведённом на Smackdown 9 февраля. Тайлер Бэйт и Пит Данн одержали победу, получив шанс выиграть командные титулы.
5 февраля на RAW было объявлено, что на Elimination Chamber: Perth будет проведен матч «Elimination Chamber», победительница которого получит право на бой за Женское чемпионство Мира, которым на момент анонса владела Рипли. Перед матчем были проведены отборочные квалификационные матчи, в которых на том ж RAW Бекки Линч победила Шейну Баслер, а 9 февраля Бьянка Билэйр победила Мичин на Smackdown. В следующих квалификационных матчах встретятся Лив Морган и Зои Старк (RAW 12 февраля), Тиффани Стрэттон и Шотци, а также Наоми и Зелина Вега — на Smackdown 16 февраля. В отоборочном матче на RAW 12 февраля Морган победила Старк, квалифицировавшись на Elimination Chamber. В тот же день было объявлено, что за шестое место в Elimination Chamber будет проведен утешительный матч, в котором встретятся все девушки, проигравшие свои квалификационные матчи. 13 февраля на записях ТВ-шоу NXT Шотци получила тяжелую травму, из-за которой её убрали из турнира и состав квалификационных матчей был изменён. 14 февраля в социальных сетях Генеральный менеджер Smackdown Ник Алдис объявил, что Тиффани Стрэттон проведет матч против Зелины Веги, а Наоми встретится на ринге с заменой Шотци в турнире — Альбой Файр. В результате на этом шоу синего бренда Стрэттон победила Вегу, а Наоми — Файр.
9 февраля на Smackdown директор WWE по контенту Пол Левек при участии генеральных менеджеров обоих брендов Адама Пирса и Ника Алдиса сообщил, что на Elimination Chamber: Perth состоится ещё один заглавный матч в клетке. Победитель этого матча получит право на бой за Чемпионство Мира в тяжелом весе, которым на момент анонса владел Сет Роллинс. Для участия в этом матче также провели несколько квалификационных отборочных матчей. В тот же день Дрю Макинтайр победил Эй Джей Стайлза, а Рэнди Ортон — Сами Зейна, гарантировав себе место на премиум-шоу. На RAW 12 февраля запланировали ещё два квалификационных матча, в которых встретятся Бронсон Рид и Бобби Лэшли, а также Ивар и ЛА Найт. На Smackdown 16 февраля за право боя поборются Доминик Мистерио и Кевин Оуэнс, а также Миз и Логан Пол. На RAW 12 февраля Лэшли победил Рида, а Найт — Ивара. Мужская квалификация завершилась на Smackdown 17 февраля: Кевин Оуэнс победил Доминика Мистерио, а Логан Пол — Миза.
15 февраля было объявлено, что на Elimination Chamber: Perth проведут специальный выпуск Ток-шоу «Эффект Уоллера» при участии действующего Чемпиона Мира Сета Роллинса, а также претендента на Неоспоримое чемпионство вселенной WWE Коди Роудса.

## Матчи
| №                               | Результаты | Условия                                                                                          | Время |
| ------------------------------- | --- | ------------------------------------------------------------------------------------------------ | ----- |
| 1                               | Войны Кабуки (Аска и Каири Сэйн) (ч) победили Кэндис Ле Рей и Инди Хартвелл                                                    | Командный матч за Командное чемпионство WWE среди женщин                                         | 8:55  |
| 2                               | Бекки Линч победила Бьянку Белэйр, Лив Морган, Наоми, Тиффани Стрэттон и Ракель Родригес                                       | Матч Elimination Chamber за право матча за титул чемпионки Мира среди женщин на WrestleMania XL  | 32:15 |
| 3                               | «Судный день» (Финн Балор и Дамиан Прист) (с Домиником Мистерио) (ч) победили «Новую Республику Катч» (Пит Данн и Тайлер Бейт) | Матч за титулы неоспоримых командных чемпионов WWE                                               | 17:25 |
| 4                               | Дрю Макинтайр победил Рэнди Ортона, Бобби Лэшли, ЛА Найта, Кевина Оуэнса и Логана Пола                                         | Матч Elimination Chamber за право матча за титул чемпиона Мира в тяжелом весе на WrestleMania XL | 36:55 |
| 5                               | Рея Рипли (ч) победила Наю Джакс                                                                                               | Матч за Чемпионство мира среди женщин (WWE)                                                      | 14:35 |
| - (ч) – чемпион на начало матча | |                                                                                                  |       |